# Union City (Pensilvania)
Union City es un borough ubicado en el condado de Erie en el estado estadounidense de Pensilvania. En el año 2000 tenía una población de 3,463 habitantes y una densidad poblacional de 714 personas por km².

## Geografía
Union City se encuentra ubicado en las coordenadas 41°53′46″N 79°50′40″O / 41.89611, -79.84444 Según la Oficina del Censo de EE. UU., el municipio tiene un área de 1.9 millas cuadradas (4.8 km²), de las cuales 0.03 millas cuadradas (0.07 km²), o 1.36%, son agua. 
El Ramal Sur del Arroyo French Creek, un afluente del río Allegheny, fluye de este a oeste a través del centro del municipio.

## Demografía
Según la Oficina del Censo en 2000 los ingresos medios por hogar en la localidad eran de $27,216 y los ingresos medios por familia eran $34,352. Los hombres tenían unos ingresos medios de $29,833 frente a los $21,016 para las mujeres. La renta per cápita para la localidad era de $12,599. Alrededor del 20.9% de la población estaba por debajo del umbral de pobreza.